# Army Men: Sarge's War
Army Men: Sarge's War  — комп'ютерна гра серії Army Men видана у 2004 році. Це перша гра в серії, яка створена Global Star Software, а не 3DO.

## Сюжет
Гра починається з нападу Армії Тан на Грінтаун, і Сержант проривається через зруйноване війною місто, щоб врятувати його. Після битви полковник Грімм повідомляє Сержанту, що генерал Пластро і армія Тан здалися, і що пізніше ввечері відбудеться мирна церемонія, але диверсійна дивізія Тан — операція «Помста» — на чолі з лордом Малісом викрала деякі піхотні форми і тепер може побудувати армію. Завдання Сержанта — знайти і захопити Маліса, повернути викрадені форми і знайти зниклий розвідувальний загін, який не повернувся з місії.
Сержант прибуває на місце (пляж) і з боєм пробивається до порталу Тан. Там він знаходить плани, які вказують на те, що Мейліс планує підірвати бомбу на мирній церемонії. Маліс зв'язується по рації з Сержантом і повідомляє, що бомба захована в статуї миру. Сержант кидається через портал, щоб зупинити церемонію, але запізнюється — бомба вибухає, Грінтаун знищується, а Пластро, полковник Грімм, Герої, Віккі та армії Зелених і Коричневих гинуть під час вибуху. Розлючений загибеллю свого загону, Сержант вирішує вбити Злість і помститися за Героїв.

## Критика
Гра була в цілому оцінена середньо або нижче середнього. Недоліками називали погану графіку, геймплей і повторюваних ворогів з поганим нештучним інтелектом.
Game Rankings поставив 5 з 10, GameSpot дав 5,1 з 10, Game Informer оцінили гру у 5 з 10.

## Зброя в грі
Карабін — аналог легкого карабіна М1. Початкова зброя, яка дається в самому початку гри. Найслабша зброя, не автоматична, слабка скорострільність і урон. Запас магазина 10 патронів. Єдина зброя в грі яке має нескінченний запас патронів, тому його ефективніше використовувати не в бою, а для розбивання ящиків і інших об'єктів.
Штурмова гвинтівка — аналог штурмової гвинтівки H&K G36C. Покращений варіант карабіна. Не автоматичний, але скорострільність більше. Запас магазина 20 патронів та 200 патронів в запасі. Збільшений урон. Доступна з першого рівня і до середини гри є досить ефективна. Після того як стає доступний автомат, патронів до штурмової гвинтівки більше не можна знайти.
Дробовик — аналог тактичної укороченої версієї окопної рушниці Mossberg 500. Потужна зброя ближнього бою. Запас магазина 8 патронів і 64 патрона в запасі. Має високий урон і великий розкид куль. На середніх дистанціях відриває ворогові кінцівки і залишає у ньому великі дірки від дробу, а при стрільбі в упор — розриває ворога на шматки. Ефективний аж до кінця гри, але під кінець патрони до нього зустрічаються рідко. Доступний з третього рівня.
Автомат — потужна автоматична зброя. Запас магазина 30 патронів та 300 патронів в запасі. Має відмінну скорострільність і хороший урон — при попаданні ворогові можна відірвати кінцівку. Доступний ближче до середини гри. Ефективний до самого останнього рівня, але в кінці патрони будуть зустрічатися рідко.
Снайперська гвинтівка — аналог снайперської гвинтівки H&K PSG-1. Зброя з хорошим уроном (вороги рідко виживають після одного попадання, а саме потрапляння здатне відірвати кінцівку). Не ефективна у відкритому бою. Запас магазина 5 патронів та 25 патронів в запасі. Доступна з першого рівня і стане в пригоді лише для вбивства ворогів на дальніх дистанціях. Замість автоприцілу має спеціальний снайперський приціл з наближенням і віддаленням.
Базука — аналог реактивного гранатомета M20A1B. Потужна протитанкова зброя. Запас магазина 3 снаряди і ще 15 снарядів у запасі. Вбиває будь-якого піхотинця або БТР з одного попадання. Танк, САУ або вертоліт з 2-3. Доступна з другого рівня (там її можна знайти за ящиками в кулеметному доті).
Важкий кулемет — аналог ручного кулемета M 60. Скорострільна зброя з великим уроном. Запас магазина 100 патронів та 500 набоїв у запасі. Середніх ворогів вбиває з 4-6 влучень, на важких ворогів набоїв йде значно більше. Здатен відірвати кінцівки і залишати на тілі дірки від куль. Доступний до кінця гри.
Вогнемет — ефективна на середніх і близьких дистанціях зброя. Запас однієї пляшки з горючою сумішшю 40 одиниць, ще 360 одиниць у запасі. Єдиний вид зброї яким можна вбити елітних ворогів-невидимок (не рахуючи деяких пасток на рівнях). Вбиває ворогів за кілька секунд. Доступний з середини гри.
Гранати — аналог ручної гранати Mk2. Метальна зброя, яку можна кинути по навісній траєкторії. Ефективна річ, яка знищує майже будь-якого ворога або БТР з укриття. Всього Серж може носити з собою 10 гранат.
Стаціонарна турель — потужний кулемет системи Максим на ніжках і захисним щитком. Завдає хороший крон і має відмінну скорострільність.

## Вороги
Звичайний солдат — найслабший супротивник. Зустрічається тільки на перших трьох рівнях, озброєний карабіном, має малий запас здоров'я і не здатний заподіяти особливої шкоди, оскільки небезпечний тільки у великих кількостях.
Солдат з патронником — більш сильний, ніж звичайний солдат і один з найпоширеніших у грі ворог. Озброєний штурмовою гвинтівкою або дробовиком, має середній запас здоров'я.
Солдат з синіми ременями — середній ворог, також дуже поширений. Має трохи більше здоров'я, ніж солдат з патронником. Озброєний автоматом, дробовиком і гранатами.
Снайпер-навідник — рідкісний ворог, який здатний заподіяти немало проблем. Відрізнити його від інших можна за легким костюмом з синіми лямками і панамою. Озброєний карабіном або снайперською гвинтівкою. Має приблизно однаковий запас здоров'я що і солдати з патронником, але трохи більший.
Командос — великий солдат, зроблений з темного коричневого пластику. Має великий запас здоров'я (здатний витримати 2 потрапляння в упор з дробовика), тому проти нього краще всього підійде важкий кулемет. Озброєний непоганими і потужними гарматами, такими як вогнемет, базука і важкий кулемет. Зустрічається з середини гри і у великій кількості здатний доставити проблем.
Елітний командос-невидимка — небезпечний ворог, який зустрічається під кінець гри і якого можна вбити тільки вогнеметом (кулі від іншої зброї будуть просто пролітати крізь нього). Озброєний важким кулеметом і важко помічається з далека.
Лорд Злісний — бос і командувач військами тенів, який вчинив теракт в Грінтаун, результатом якого стала смерть всіх друзів Сержа. З ним відбувається боротьба на останньому рівні гри. Має дуже великий запас здоров'я, який позначено числом і яке становить 3000 одиниць. Озброєний вбудованими в руку базукою, важким кулеметом і вогнеметом. Кожен вид зброї буде використовувати по різному: базуку на дальніх і середніх дистанціях, кулемет на середніх і вогнемет на близьких. Після перемоги над Лордом у фінальному ролику виявиться що це був Майор Гудінг, якого Серж нібито кинув помирати коли той був поранений, але Серж подумав, що той мертвий і полетів на вертольоті. Гудінг потрапив в руки тенів і став одним з їхніх командирів.

## Союзники
Риф — член Роти Браво і підлеглий Сержа. Озброєний базукою і має непогане здоров'я. Зустрічається всього один раз за гру на початку першої місії, де він знищить БТР і кілька ворожих солдатів.
Зелений солдатів — найпоширеніший у грі союзник. Вони не дуже надійні, часто мають малий запас здоров'я і озброєні карабінами (іноді взагалі не мають зброї). Вони швидко гинуть і можуть надати нормальну допомогу лише у великих кількостях.

## Техніка в грі
БТР — найслабший і найпоширеніший вид бронетехніки в грі озброєний крупнокаліберним кулеметом. Аналог радянського БТР-60. Небезпечний на відкритій місцевості і вбивається однією гранатою або попаданням з базуки.
Танк — аналог радянського важкого танка КВ-1, озброєного танковою гарматою, яка має такий же урон, як і базука. Зустрічається рідко і вбивається 2 або 3 снарядами з базуки в залежності від складності гри.
САУ — аналог радянської САУ ІСУ-152. Озброєний аналогічною оригіналу гарматою, що стріляє по навісній траєкторії. Зустрічається ще рідше ніж танк і вбивається також 2 або 3 снарядами з базуки в залежності від складності гри.
Вертоліт — аналог російського вертольота Мі-28. Самий грізний вид техніки, так як крім потужної броні він має ще й грізне озброєння: крупнокаліберний кулемет, подвійні некеровані ракети (аналог снарядів базуки) і бомби. Зустрічається вкрай рідко, але на відміну від танка, САУ і БТР його можна знищити не тільки базукою, але і кулеметом і іншою зброєю, яке є у Сержа, але це вкрай важко.
Броневагон у грі можна зустріти лише в єдиному екземплярі: в передостанній місії. На озброєнні вежа від танка, яку треба знищити, для цього знадобиться 2-3 снаряди від базуки.
Паровоз — зустрічається на тому ж рівні, що і броневагон і власне останній з'єднаний з ним. Знищити не можна.
Винищувач — можна помітити під час коротких авіанальотів. Знищити не можна. Атакує подвійними кулеметами з потужним уроном
Бомбардувальник — також можна помітити на деяких рівнях. Його часто викликають навідники, щоб запобігти просуванню Сержа або інших зелених солдатів у визначених районах, частіше через мости. Атакує бомбами, знищити не можна.
Джип — часто можна помітити на рівнях. В основному служить як об'єкт, вороги на ньому не їздять. Його можна знищити.
Вантажівка — також можна помітити на рівнях. Є 2 види: відкритий і з навісом. Служить як об'єкт, який можна знищити.
М203 — САУ, яку часто можна помітити на деяких рівнях. Вона буде стріляти, а вогонь коригують навідники. Якщо не вбити останніх — М203 доставить багато проблем. Знищити її не можна.